# 3808 Tempel
A 3808 Tempel (ideiglenes jelöléssel 1982 FQ2) a Naprendszer kisbolygóövében található aszteroida. Freimut Börngen fedezte fel 1982. március 24-én.